# MicroEMACS
MicroEMACS est un éditeur de texte de la famille Emacs.

## Histoire
MicroEMACS a été conçu fin 1985, début 1986 par Dave Conroy pour son usage privé. De nombreuses personnes lui ont alors demandé une copie du programme, et le code source fut distribué sans se soucier du droit d'auteur comme il était encore d'usage à cette époque dans le milieu hacker. Daniel M. Lawrence obtint alors une copie du programme, et le transforma en logiciel très populaire. C'est son travail qui le rendit très populaire.

## Plusieurs variantes

### Jasspa
Les améliorations apportées en 1988 à la version 3.8 avec le support de multiples plateformes sont à la base de Jasspa. Daniel M. Lawrence autorisera la distribution de Jasspa sous licence GNU GPL en 2002. Outre Jasspa, il existe de nombreuses autres variantes dont MG, une version encore allégée. MicroEMACS est également lié à l'éditeur de texte vi, concurrent de GNU Emacs : vile, clone de vi, est fondé sur une ancienne version de MicroEMACS. Il existe également plusieurs variantes, initialement dans le domaine public, puis modifiées pour interdire la distribution commerciale du programme.

### uemacs
Une autre variante de MicroEMACS, intitulée uemacs et réalisée par Petri H. Kutvonen à partir de MicroEMACS 3.9, est connue pour être l'éditeur de texte utilisé par Linus Torvalds. L'auteur du noyau Linux réalisait ses propres archives d'uemacs jusqu'en 2005, et cela, jusqu'à la version 4.0.18,, avant de maintenir sa propre version d'uemacs.

## Licence
La redistribution commerciale de MicroEMACS n'est pas explicitement autorisée. Ce n'est donc pas un logiciel libre :

« (C)Copyright 1988-2009 by Daniel M. Lawrence MicroEMACS 5.0 can be copied and distributed freely for any non-commercial purposes. Commercial users may use MicroEMACS 5.0 inhouse. Shareware distributors may redistribute MicroEMACS 5.0 for media costs only. MicroEMACS 5.0 can only be incorporated into commercial software or resold with the permission of the current author. »